# Thịt bò Bourguignon

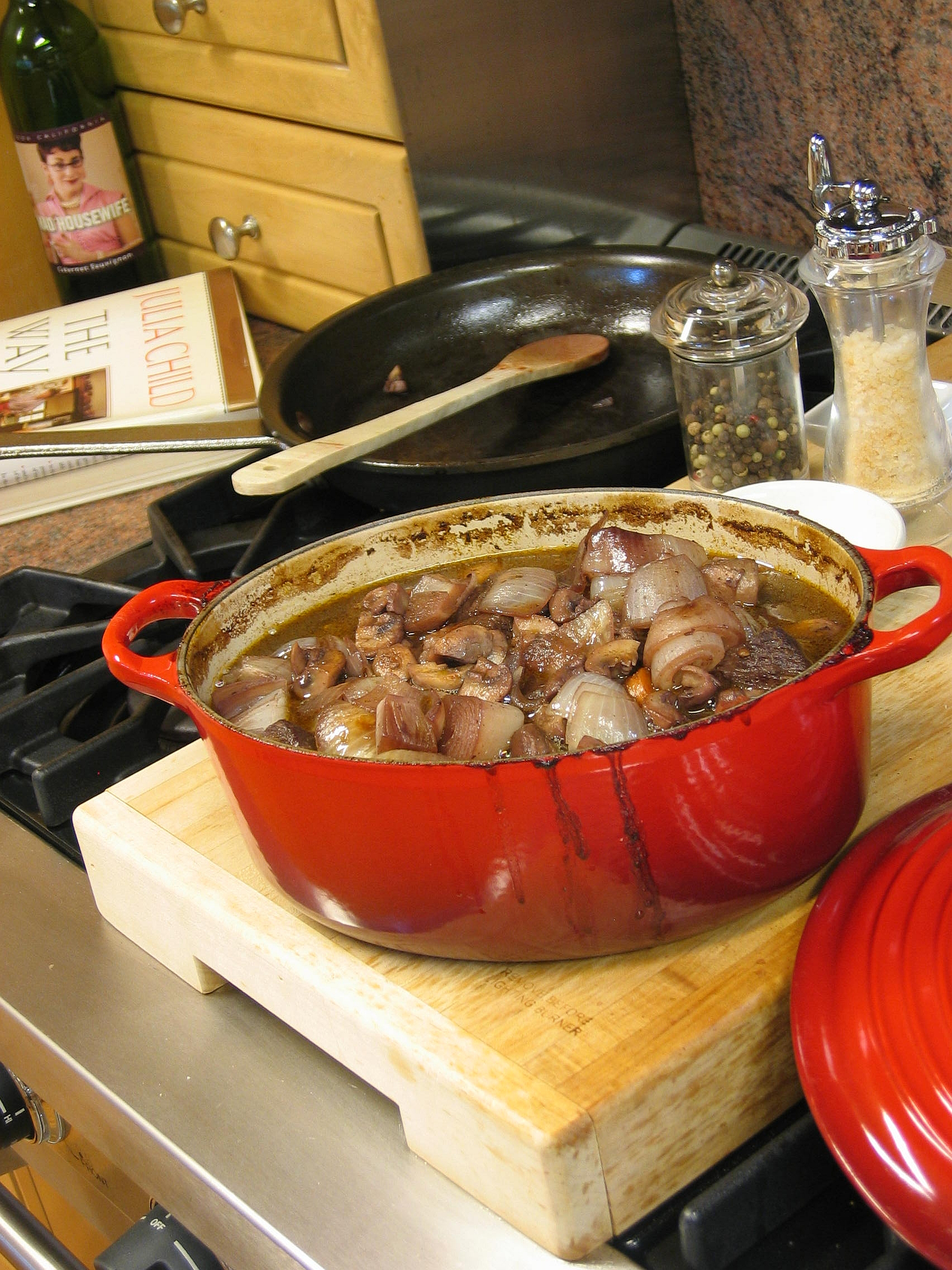
Bœuf bourguignon

Bœuf bourguignon (phát âm tiếng Pháp: [bœf buʁ.ɡi.ɲɔ̃]), hay bœuf à la Bourguignonne, hay gọi là thịt bò Bourguignon là một món ăn truyền thống trong ẩm thực Pháp. Món ăn này bắt nguồn từ vùng Bourgogne-Franche-Comté ở miền Đông nước Pháp, cũng như những món khác như coq au vin, escargot. Nó là một món hầm được chuẩn bị với thịt bò ngâm trong rượu vang đỏ, theo truyền thống là rượu Bourgogne, và nước lèo bò, được thêm gia vị như tỏi, hành tây, bó rau thơm, với hành ngọc, và nấm ăn được thêm vào khi thịt gần nhừ. Theo truyền thống thịt được nhét mỡ lợn vào, nhưng thịt bò ngày nay thì đủ mềm và có mỡ, cho nên kỹ thuật này tốn nhiều thì giờ thường không được dùng nữa. Tuy nhiên, thịt hông lợn muối xông khói, được cắt từng cục nhỏ vẫn được dùng để tạo ra mỡ và phần thịt còn lại được thêm vào món ăn lúc cuối.